# Craig Ferguson

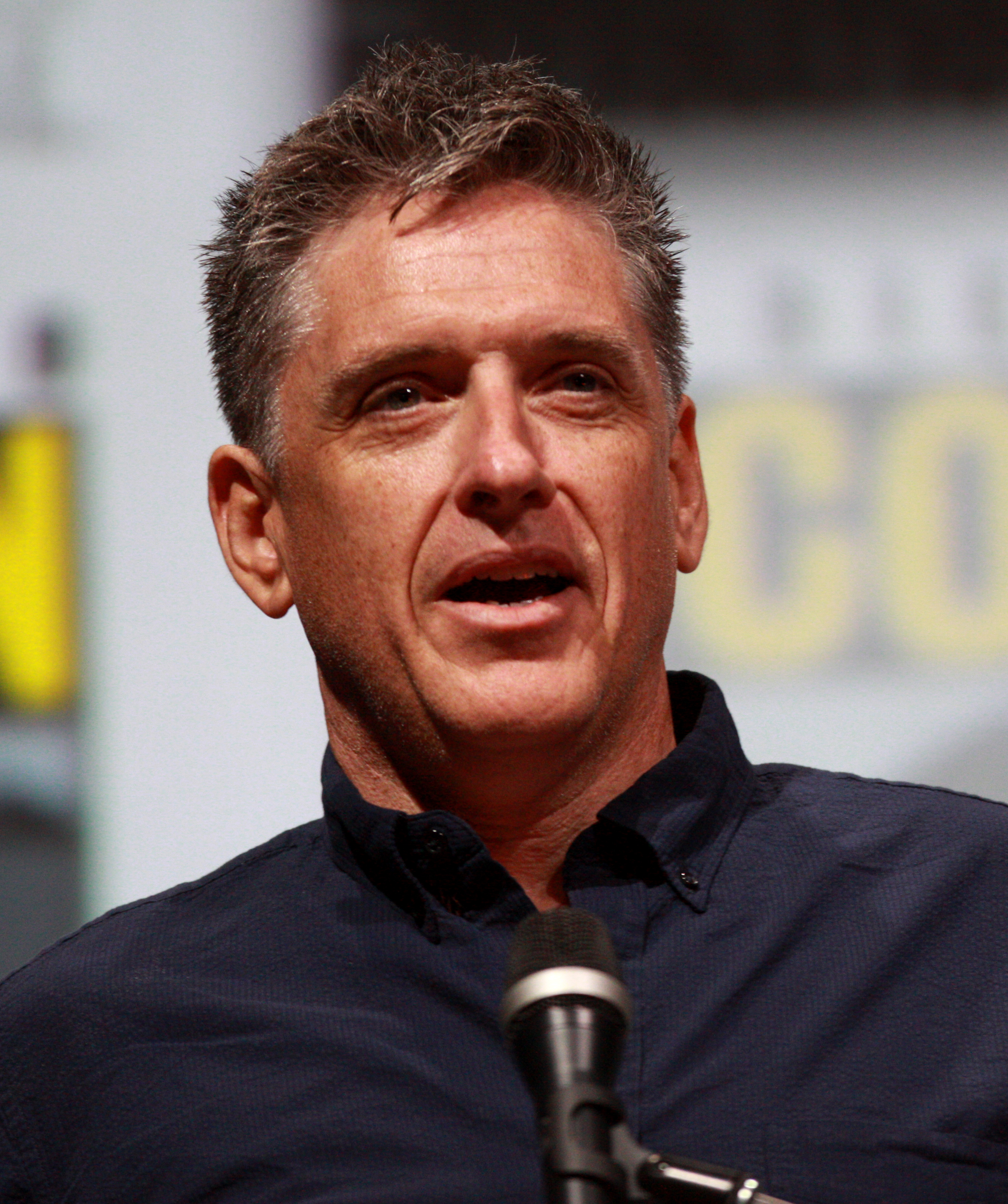
Ferguson, juli 2013.

Craig Ferguson, född 17 maj 1962 i Glasgow i Skottland, är en skotsk-amerikansk komiker, skådespelare och författare. Ferguson var programvärd för talkshowen The Late Late Show with Craig Ferguson som sändes varje veckodag på CBS åren 2005–2014.

## Biografi
Craig kommer från Skottland och flyttade till USA 1994 och medverkade i några mindre lyckade komediserier. 1996 fick han chansen att medverka i ett par avsnitt i komediserien The Drew Carey Show som den suspekta chefen Nigel Wick. Det slutade med att han blev en av huvudkaraktärerna i serien fram till 2003 då serien slutade sändas.

### The Late Late Show with Craig Ferguson
Mellan 2005 och 2014 var han programvärd för talkshowen The Late Late Show with Craig Ferguson på kanalen CBS. Craig skiljde sig en del från sina "late night-kollegor", inte bara genom sin skotska dialekt utan även bland annat genom att monologerna var något längre och påminde mer om spontan stand-up än manusbundet skrivet material. Han började showen med en monolog då han ibland pratade med någon ur publiken, mimade till en sång eller använde sig av en av sina handdockor. Sedan kom monologen och efter den läste han Tweets och e-mail som tittare hade skickat in. När det var dags för intervjuerna mötte han gästerna när de kom in och sedan rev han frågekorten för att istället prata med gästerna om det som föll honom in.
På grund av att showen inte hade någon större budget hade man ingen orkester eller bisittare. Istället använde man Geoff Peterson, ett robotskelett byggt av Grant Imahara från Mythbusters. Den gjorde premiär 5 april 2010 och till en början använde man sig av förinspelade one-liners men från maj 2011 sköttes den av Josh Robert Thompson.
Talkshowen lades ner i december 2014 efter att Fergusons kontrakt med CBS löpt ut.

### Anmärkningsvärda avsnitt
I november 2010 uppdagades det att den franska talkshowvärden Arthur hade stulit hans koncept men istället för att stämma honom, bjöd Craig in honom som gäst.
Första veckan i augusti 2011 sändes fem avsnitt som var inspelade i Paris där han bland annat besökte Eiffeltornet och Louvren och var gäst hos Arthur. I maj 2012 sändes fem avsnitt av The Late Late Show in Scotland där Craig bland annat besökte sin hemstad Cumbernauld.
Craig är nykterist sedan 1992 efter att tidigare haft stora alkoholproblem. Han har även intervjuat ärkebiskop Desmond Tutu för vilket han vann en Peabody Award, och Stephen Fry.

### Skådespeleri
Han har också skrivit och medverkat i filmer som The Big Tease, Saving Grace, och I'll Be There.

### Författarskap
I januari 2008 blev Craig amerikansk medborgare. I april samma år gav han ut sin första roman, Between the Bridge and the River och samma månad fick han förtroendet att gästuppträda som komiker på Vita husets korrespondentmiddag. I september 2009 gav han ut sin självbiografi American on Purpose: The Improbable Adventures of an Unlikely Patriot.